# Paya (Boyacá)
Pour les articles homonymes, voir Paya.
Paya est une municipalité située dans le département de Boyacá, en Colombie.
Sa population est de 2 550 habitants (estimation 2015) pour une superficie de 435 km2.